# 山本譲二の住まいるフレンド
山本譲二の住まいるフレンド（やまもとじょうじのすまいるフレンド）は、2006年（平成18年）11月5日から2023年（令和5年）3月26日まで東海ラジオ放送をはじめとした7局ネットで放送されたラジオ番組。提供は東建グループ。
番組キー局の東海ラジオでは前身の「おしゃれハウス」から含むと、同局で現在放送中の番組の中での長寿番組となる。
オープニング曲は「おしゃれハウス」のテーマソングでもあったメインパーソナリティの山本譲二が歌う「きらめく風の中で」。

## 番組内容
毎週スタジオにマンスリーゲスト（月替りで、4-5回ずつ　5週目はゲストなしの場合もある）を迎えて、楽しいトークと住まいに関する話題を届けるというもの。おもな番組の流れは以下のとおり。
- オープニング・オープニングトーク
- ショートコント - 山本譲二が毎回考えているらしい（初回放送より）コントをゲストを交えて送る。2006年11月分などゲストを迎えない場合は、山本と中村が出演するコントを放送するなど、通常の放送と構成が異なる。
- 「チャンチャン!」という効果音が流れたあと、ゲストと山本のトーク（以前はゲストが歌手の場合は歌手の曲をバックで放送することが多かったが、その後山本の曲を流すことが多くなった）。
- エンディング・エンディングトーク

※なお2007年8月分などゲストを迎えない場合、「オープニング→フリートーク→エンディング」という流れで放送する。

## 出演者
- 山本譲二
- 中村由紀

## 東建コーポレーションが提供しているこの時間帯
東建コーポレーションは長年に渡り放送していた、前身のおしゃれハウス〔番組内容としては、建築・住宅業界におけるニュース・話題をとりあげ（ラジオドラマを用いることもあった）詳しく説明するという内容。東建コーポレーションの社長が出演していた〕を全面的にリニューアルした。

## ネット局
◇は前身のおしゃれハウスから放送している放送局。
- 東海ラジオ◇制作局
  - 放送時間
    - 月曜日、18時20分～18時30分
    - 2008年10月～週末へ放送時間移動
    - 2009年4月より再び、月曜日、18時20分～18時30分
    - 2009年秋改編より日曜日、18時50分～19時に移動
    - 2014年10月より、日曜日、13時32分～13時42分（『源石和輝 音楽博覧会』内）
    - 2017年10月より、土曜日、13時30分～13時40分
    - 2022年4月より、日曜日、13時25分〜13時35分（『SUNDAY FUNDAY!』内）
- 文化放送
  - 放送時間
    - 竹内靖夫の電リク・ハローパーティー水曜日箱番組20:35頃
    - 土曜日6時05分～6時15分
    - 2008年10月4日～土曜日20時50分～21時
    - 2009年4月6日～9月28日　月曜日18時50分～19時
    - 2009年10月5日～2010年4月4日　日曜日17時40分～17時50分
    - 2010年4月5日～9月27日　月曜日18時50分～19時
    - 2010年10月10日～2011年4月3日　日曜日17時40分～17時50分
    - 2011年4月4日～9月　月曜日18時50分～19時
    - 2011年10月9日～2012年4月1日　日曜日17時40分～17時50分
    - 2012年4月2日～9月24日　月曜日18時45分～18時55分
    - 2012年10月7日～2013年3月31日　日曜日17時40分～17時50分
    - 2013年4月1日～9月23日　月曜日18時50分～19時（9月30日は10月改編初日で放送なし）
    - 2013年10月6日～2014年3月30日　日曜日18時30分～18時40分（『キニナル』内）
    - 2014年3月31日～2014年9月22日　月曜日18時50分～19時
    - 2014年10月5日～2023年3月26日　日曜日17時30分～17時40分
- 静岡放送◇
  - 放送時間、日曜日、17時45分～17時55分
- 岐阜放送◇
  - 放送時間、日曜日、10時50分～11時
- ラジオ大阪
  - 放送時間、日曜日、17時30分～17時40分
- 山陽放送◇
  - 放送時間、土曜日、17時35分～17時45分
- 九州朝日放送
  - 放送時間、土曜日、10時45分～10時55分

上半期の間、東海ラジオと文化放送は、ナイター中継の関係で、放送日時が変更になる場合がある。東海ラジオの場合は中日戦デーゲームがない場合、同日の昼間（時間は流動的だが、14時台か15時台）に移動。
文化放送の場合は西武戦ナイターが組まれた場合、同じ週のナイターのない曜日の同時間帯に移動。または番組休止となる。2011年度は、日曜日の同時間帯で放送されていたケースがあった。